# Bryophyllum pseudocampanulatum
Bryophyllum pseudocampanulatum là một loài thực vật có hoa trong họ Crassulaceae. Loài này được (Mannoni & Boiteau) Govaerts miêu tả khoa học đầu tiên năm 1996.